# Street Fighter II': Hyper Fighting
Street Fighter II': Hyper Fighting (Street Fighter II' Turbo: Hyper Fighting au Japon) est un jeu de combat en un contre un développé et édité par Capcom en décembre 1992 sur système d'arcade CP System. Il a été porté sur de nombreuses plates-formes,, parmi lesquelles la Super Nintendo.
Cette version est la deuxième amélioration de la série Street Fighter II, après Street Fighter II': Champion Edition. Il s'agit d'une simple modification du jeu effectuée par Capcom USA (James Goddard) dans l'espoir de contrer la prolifération des nombreux hacks non officiels de la seconde version disponibles à l'époque, et d'incorporer dans le jeu officiel certaines des améliorations les plus populaires apportées par ceux-ci, notamment l'augmentation de la vitesse des personnages ainsi que de nouvelles palettes de couleur sur certains hacks.

## Développement
James Goddard, jeune employé de Capcom USA, représente la communauté Street Fighter auprès des joueurs, il organise des tournois et suit l'évolution du jeu dans les salles d'arcade. Il se rend également au Japon où il est encadré par Akira Nishitani (en) et Yoshiki Okamoto dans la conception de jeux. Goddard reçoit divers appels de sallles d'arcade aux États-Unis lui rapportant des modifications fallacieuses et non-officielles du jeu officiel Champion Edition : les boules de feu que lancent Ryu, par exemple, sont dirigées vers les airs, une technique qui n'apparaît pas dans les jeux officiels de Capcom. Même chose pour le Sonic Boom de Guile et le Tiger Shot de Sagat. Chun Li elle aussi a reçue la possibilité d'envoyer des boules de feu. Mais la différence la plus flagrante par rapport aux jeux officiels l'augmentation de sa vitesse de jeu, d'environ 30%. Cette version non-officielle est présentée sous le titre de Street Fighter II Rainbow Edition.
Goddard essaie le hack et rédige plus tard son rapport, suggérant à Capcom de réagir en réalisant sa propre version accélérée de Street Fighter II. Il convainc Kenzo Tsujimoto, le fondateur de Capcom, qui lui demande de réaliser une ébauche d'idées pour cette nouvelle version. Mais Akira Nishitani (en) n'est pas très emballé à l'idée d'augmenter la vitesse de jeu, pensant que « cela gâcherait le gameplay »,. Goddard collabore alors avec Noritaka Funamizu (en), membre du personnel de Capcom qui a déjà travaillé sur les précédents titres de la série Street Fighter II. Ils s'occupent ensemble de la création et de l'équilibrage pour une nouvelle version de Street Fighter II, qui retient la vitesse de jeu provenant du hack Rainbow Edition tout en offrant un bon équilibrage pour faire du projet une itération digne de la franchise. Street Fighter II': Hyper Fighting est développé en six semaines, puis présenté officiellement par Capcom en décembre 1992 dans les salles d'arcade,.

## Système de jeu
Hyper Fighting intègre de nouveaux coups spéciaux pour le gameplay ainsi qu'une amélioration des aspects technique, graphique et sonore sonore. On peut notamment entendre l'acclamation de la foule ou encore les éléphants qui jouent de leur trompe en fin de combat. Outre les ajouts de Champion Edition (les boss de fin jouables et les améliorations de gameplay par rapport à la mouture originale),, de nouvelles améliorations tactiques et stratégiques sont apportées aux attaques des personnages :
- Ryu et Ken peuvent désormais se déplacer en avant ou en arrière lorsqu'ils exécutent le Tatsumaki Senpuu Kyaku, ce qui leur permet d'aller chercher leur adversaire au contact ou au contraire de s'en éloigner.
- Edmond Honda possède une nouvelle attaque, le Sumo Sash, qui consiste à sauter dans les airs pour retomber sur son adversaire au sol  dans l'espoir de l'écraser[8].
- Chun-Li est désormais capable de lancer des boules de feu, le Kikoken, une version diminuée tant graphiquement qu'en termes de portée.
- Jimmy Blanka se voit doté d'une version aérienne de son Rolling Attack, similaire en principe au Sumo Sash d'Edmond Honda.
- Zangief a tant pratiqué le Spinning Lariat qu'il est désormais bien plus rapide, insensible aux attaques basses et aux boules de feu lorsqu'il l'exécute.
- William Guile dispose désormais d'une nouvelle attaque, le Flying Buster Chop (Brise-reins aérien), qui est d'une importance cruciale pour ses joueurs : il peut être utilisé pour contrer une attaque aérienne de façon dévastatrice
- Dhalsim a découvert à son tour le principe de la téléportation, qui lui permet de s'éloigner, de se rapprocher ou au contraire de s'aligner dans le dos de son adversaire selon la combinaison employée par le joueur.
- Balrog reçoit lui-aussi une nouvelle attaque, le Flying Turn Punch (Coup de poing tourné envolé), qui se charge en maintenant la combinaison de touches un certain nombre de secondes, et (selon la durée de maintien de la combinaison par le joueur) peut vider jusqu'à la moitié de la barre de vie de son adversaire en un seul coup. Comme Zangief, Balrog est tellement concentré sur ce seul coup de poing qu'il devient invulnérable lorsqu'il se retourne pour l'infliger à son adversaire.
- Vega peut désormais effectuer son backflip suffisamment rapidement pour esquiver les attaques et les tentatives de prise de son adversaire.
- Sagat est désormais invulnérable lorsqu'il lance le Tiger Uppercut, et dévastateur s'il soulève son adversaire du sol.
- M.Bison voit sa portée et la puissance de sa projection améliorée : il aura automatiquement l'avantage sur son adversaire si son joueur entre la combinaison de la projection en même temps que son adversaire lance une combinaison d'attaque, le tout pour un résultat dévastateur.

Le portage Super Nintendo de Street Fighter II': Hyper Fighting comprend une version normale, issue de la version arcade de Street Fighter II': Champion Edition, et le mode Turbo, qui donne la possibilité de régler la vitesse de jeu, jusqu'à quatre réglages de vitesse. Le jeu contient une manipulation secrète qui ajoute six niveaux de vitesses supplémentaires, pour un total de dix.
Le portage Playstation du jeu (incluant également les versions arcade des deux moutures précédentes de Street Fighter II) inclut également un mode Collection, incluant des galeries d'artworks et différents trucs, astuces et stratégies par personnage et par mouture du jeu.

## Personnages

### World Warriors
- Ryu
- Ken Masters
- Edmond Honda
- Chun-Li
- Jimmy Blanka
- Zangief
- Guile
- Dhalsim

### Shadaloo
- Balrog
- Vega
- Sagat
- M. Bison

## Adaptations
- Super Nintendo : 1993, Street Fighter II Turbo Hyper Fighting (mode Turbo)
- Mega Drive : 1993, Street Fighter II': Special Champion Edition
- Sega Saturn : 1998, Capcom Generation Vol. 5
- PlayStation : 1998, Street Fighter Collection 2
- PlayStation 2 : 2005, Capcom Classics Collection
- Xbox : 2005, Capcom Classics Collection
- PlayStation Portable : 2006, Capcom Classics Collection Reloaded
- Xbox Live : 2006[13]
- Console virtuelle : 2007